# Junganjärvi (sjö i Kuusamo, Norra Österbotten)
Junganjärvi är en sjö i kommunen Kuusamo i landskapet Norra Österbotten i Finland. Sjön ligger 262,8 meter över havet. Den är 18,01 meter djup. Arean är 85 hektar och strandlinjen är 11,29 kilometer lång. Sjön  ingår i Kems huvudavrinningsområde.   Den ligger omkring 200 kilometer nordöst om Uleåborg och omkring 680 kilometer norr om Helsingfors. 
Junganjärvi ligger söder om Singerjärvi. 